# Samostan Zograf
Samostan Zograf ali samostan svetega Jurija Zografa (grško starogrško Μονή Ζωγράφου, Moní Zográphou, bolgarsko Зографски манастир, Zografski manastir) je eden od dvajsetih samostanov Vzhodne pravoslavne cerkve na gori Atos v severni Grčiji. V poznem 9. ali zgodnjem 10. stoletju so ga ustanovili trije Bolgari z Ohrida, zato se zgodovinsko šteje za bolgarski samostan, ki je tradicionalno naseljen z bolgarskimi pravoslavnimi menihi.
Ime je dobil po ikoni svetega Jurija iz 13. ali 14. stoletja, znani kot Sveti Jurij Zograf (bolgarsko Светѝ Гео̀рги Зогра̀ф). Ime svetnika izhaja iz prepričanja, da je ikono naslikal sam svetnik. Izraz zograf(os) v grščini pomeni slikar (iz zoe = življenje in graphos = pisec ali pisar). 

## Zgodovina
Najstarejši pisni dokaz za obstoj samostana je iz leta 980. V srednjem veku so ga velikodušno podpirali bolgarski vladarji, med njimi Ivan Asen II. in Ivan Aleksander, ker je bila Bolgarska pravoslavna cerkev ponosna, da ima svoj samostan na Atosu. Zografu so zemljišča podarili tudi prvi bizantinski donator cesar Leon VI. Modri (886–912)in srbski vladarji.
Samostan Zograf so leta 1275 izropali in požgali križarji na ukaz bizantinskega cesarja Mihaela VIII. Paleologa (1259-1282) in ubili 26 menihov in laikov. Med njimi je bil tudi iguman (opat) Tomaž. Vzrok za napad je bilo nasprotovanje atoških menihov sklepom Drugega lyonskega koncila, na katerem so poskušali združiti katoliško in pravoslavno Cerkev. Cesar je iz političnih razlogov sklepe podprl. Križarji so najprej obesili izvoljenega predsednika Gore Atos (protosa) in ubili veliko menihov v samostanih Vatoped, Iviron in drugih in nato napadli Zograf. Na njihovo mučeništvo se v vseh Vzhodnih pravoslavnih cerkvah vsako leto spomnijo 10. oktobra (po gregorijanskem koledarju 23. oktobra).
Najemniki iz Katalonske velike družbe so leta 1307 in 1308 na Sveti gori izropali več samostanov in terorizirali menihe. Od 300 samostanov na Atosu na začetku 14. stoletja jih je na koncu stoletja ostalo samo še 35. Samostan Zograf se je s pomočjo daril in podpore bizantinskih cesarjev Paleologov in knezov Donavskih kneževin hitro opomogel. Zgradbe so se v poznem 13. stoletju obnovile s finančno pomočjo Andronika II. Paleologa (1282–1328). Razen tega je samostan dobil več metohij (posesti) v Romuniji, Bolgariji, Rusiji in sedanji Turčiji. Zdaj pa poseduje samo tiste v Grčiji. 
Samostan je sedanji zunanji videz dobil v 16. stoletju, zgradbe pa so iz sredine 18. stoletja. Južno krilo je bilo zgrajeno leta 1750, vzhodno leta 1758, majhna cerkev leta 1764 in velika cerkev leta 1801. Severno in zahodno krilo sta iz druge polovice 19. stoletja. Velike gradnje so se končale leta 1896 s postavitvijo zvonika cerkve svetega Cirila in Metoda. 
Med številnimi relikvijami in svetimi predmeti v samostanski zakladnici je svetovno znana ikona Marije Božje matere, ki se praznuje 10. oktobra. Ker je na Atosu v rabi tradicionalni julijanski koledar, je praznovanje po gregorijanskem koledarju 23. oktobra. V samostanu je zdaj (2019)  petnajst menihov.

## Knjižnica
Knjižnica samostana Zograf ima velik pomen predvsem za bolgarsko kulturo, ker hrani srednjeveške rokopise, kot je kopija pasijona svetega Nauma Ohridskega iz 14. stoletja, pasijon svete Petke iz 14. stoletja, izvirni osnutek Slovanobolgarske zgodovine (Istorija Slavjanobolgarskaja) Paizija Atoškega in Zgodovino Zografa. V knjižnici je 388 rokopisov v stari cerkveni slovanščini in 126 v grščini in približno 10.000 tiskanih knjig. Med rokopisi so odkrili dve srednjeveški bolgarski kraljevi listini – Zografsko in Rilsko listino.

## Počastitve
Po samostanu Zograf se imenuje Zograf Peak na Livingstonovem otoku v Južnih Shetlandskih otokih na Antarktiki.
Samostan in njegov pečat sta upodobljena na prednji strani bolgarskega kovanca za dva leva, izdana leta 1999 in 2005.
21. marca 2011 je Bolgarska narodna banka izdala spominski srebrnik z nominalno vrednostjo 10 levov, na katerem je upodobljen Zografski samostan.

## Galerija
- Fotografija iz leta 1853
- Francoska delegacija med prvo svetovno vojno leta 1917
- Glavni vhod
- Pogled z zvonika
- Zunanjost
- Notranje dvorišča
- Samostansko pristanišče